# سيمون تايلور (لاعب اتحاد الرغبي)
سيمون تايلور (بالإنجليزية: Simon Taylor)‏ هو شخصية أعمال بريطاني، ولد في 17 أغسطس 1979 في إستيرلينغ في المملكة المتحدة.

## وصلات خارجية
- سيمون تايلور على موقع دوري الرغبي الممتاز (الإنجليزية)
- سيمون تايلور عل موقع إسبنسكروم (الإنجليزية)
- سيمون تايلور على موقع ItsRugby.co.uk (الإنجليزية)